# Hrabstwo Wallace

Piramida wieku hrabstwa

Hrabstwo Wallace – hrabstwo położone w Stanach Zjednoczonych, w stanie Kansas, z siedzibą w mieście Sharon Springs. Założone w 1868 roku. Hrabstwo należy do nielicznych hrabstw w Stanach Zjednoczonych należących do tzw. dry county, czyli hrabstw gdzie decyzją lokalnych władz obowiązuje całkowita prohibicja.

## Miasta
- Sharon Springs
- Wallace
- Weskan (CDP)

## Sąsiednie Hrabstwa
- Hrabstwo Sherman
- Hrabstwo Logan
- Hrabstwo Wichita
- Hrabstwo Greeley
- Hrabstwo Cheyenne
- Hrabstwo Kit Carson